# أناستازيا: لغز آنا
أناستازيا: لُغْز آنّا (بالإنجليزية: Anastasia: The Mystery of Anna)‏ هو فيلمٌ تلفزيونيٌّ تم إنتاجه في النمسا وإيطاليا وصدر في سنة 1986. الفيلم من إخراج مارفن تشومسكي وكتابة جيمس غولدمان. من بطولة أوليفيا دي هافيلاند وريكس هاريسون وعمر الشريف.

## وصلات خارجية
- أناستازيا: لغز آنا على موقع IMDb (الإنجليزية)
- أناستازيا: لغز آنا على موقع نتفليكس (الإنجليزية)
- أناستازيا: لغز آنا على موقع أول موفي (الإنجليزية)
- أناستازيا: لغز آنا على موقع فيلمافينيتي (الإسبانية)
- أناستازيا: لغز آنا على موقع قاعدة بيانات الأفلام السويدية (السويدية)
- أناستازيا: لغز آنا على موقع ليتربوكسد (الإنجليزية)
- أناستازيا: لغز آنا على موقع كينوبويسك (الروسية)
- أناستازيا: لغز آنا على موقع قاعدة بيانات الفيلم (الإنجليزية)